# Liste des épisodes de Moi, quand je me réincarne en Slime
Cet article est un complément de l'article sur le light novel Moi, quand je me réincarne en Slime. Il contient la liste des épisodes de l'adaptation en série télévisée d'animation réalisée par Yasuhito Kikuchi au studio d'animation 8-Bit, assisté d'Atsushi Nakayama, avec Kazuyuki Fudeyasu à l'écriture du scénario, Ryōma Ebata adaptant les chara-designs pour l'animation, Takahiro Kishida se charge du design des monstres et Elements Garden compose la bande originale,.
La première saison est composée de 25 épisodes de 24 minutes dont deux originaux à l'histoire d'origine. Elle est diffusée pour la première fois au Japon entre le 2 octobre 2018 et le 26 mars 2019 sur Tokyo MX, BS11 et tvk, et un peu plus tard sur MBS,.
La deuxième saison est divisée en deux cours, : le 1er cours a été diffusée du 12 janvier 2021 au 30 mars 2021 tandis que le 2d a été diffusée du 6 juillet 2021 au 21 septembre 2021 sur Tokyo MX, MBS, BS11, TVA, TVh, TVQ, GYT, GTV,.
Un OAD était initialement prévu pour le 29 mars 2019 avec le 11e volume du manga mais il a été reporté pour le 4 décembre 2019 avec le 13e volume du manga à la suite de « diverses circonstances » dans sa production. Un deuxième OAD est publié le 9 juillet 2019 avec le 12e volume du manga. Trois autres OAD seront publiés avec les éditions limitées des 14e, 15e et 16e volumes du manga dont l'auteur original Fuse a écrit de nouvelles histoires pour ces épisodes. L'OAD qui accompagne le 14e volume est sorti le 27 mars 2020. L'OAD qui accompagne le 15e volume est sorti le 9 juillet 2020. Et le cinquième OAD qui accompagne le 16e volume est sorti le 26 novembre 2020.
Crunchyroll diffuse la série et les OAD en simulcast dans le monde entier, excepté en Asie,,,.
L'adaptation du manga spin-off Tensura nikki (転スラ日記) de Shiba est réalisée par Yuji Ikuhara également chez 8-Bit avec pour assistant réalisateur Tsutomu Kasai, qui sont respectivement le producteur des CG et le producteur exécutif de la série principale, ils sont accompagnés de Kotatsumikan pour la supervision des scripts, de Risa Takai et de Atsushi Irie en tant que character designers et de R.O.N pour composer la bande originale,. La série a été diffusée du 6 avril 2021 au 22 juin 2021 sur Tokyo MX, MBS, BS11, TVA, TVh, TVQ, GYT, GTV,.

## Répartition des arcs
| Série                                                                                              | #                 | Début           | Fin               | Épisodes  | Arcs | Arcs                                                                         |
| -------------------------------------------------------------------------------------------------- | ----------------- | --------------- | ----------------- | --------- | ---- | ---------------------------------------------------------------------------- |
| Moi, quand je me réincarne en Slime (転生したらスライムだった件, Tensei shitara Suraimu datta ken) | Saison 1          | 2 octobre 2018  | 26 mars 2019      | 1 - 8     |      | Arc de l'Amélioration de statut (地位向上編, Chii kōjō‑hen)                  |
| Moi, quand je me réincarne en Slime (転生したらスライムだった件, Tensei shitara Suraimu datta ken) | Saison 1          | 2 octobre 2018  | 26 mars 2019      | 9 - 15    |      | Arc des Troubles dans la forêt (森の騒乱編, Mori no sōran‑hen)               |
| Moi, quand je me réincarne en Slime (転生したらスライムだった件, Tensei shitara Suraimu datta ken) | Saison 1          | 2 octobre 2018  | 26 mars 2019      | 16 - 19   |      | Arc de l'Attaque des rois‑démons (魔王来襲編, Maō raishū‑hen)                |
| Moi, quand je me réincarne en Slime (転生したらスライムだった件, Tensei shitara Suraimu datta ken) | Saison 1          | 2 octobre 2018  | 26 mars 2019      | 20 - 24.5 |      | Arc de la Vie dans la capitale royale (王都生活編, Ōto seikatsu‑hen)         |
| Moi, quand je me réincarne en Slime (転生したらスライムだった件, Tensei shitara Suraimu datta ken) | Saison 2          | 5 janvier 2021  | 21 septembre 2021 | 24.9 - 28 |      | Arc des Interactions entre Humains et Monstres (人魔交流編, Jinma kōryū‑hen) |
| Moi, quand je me réincarne en Slime (転生したらスライムだった件, Tensei shitara Suraimu datta ken) | Saison 2          | 5 janvier 2021  | 21 septembre 2021 | 29 - 48   |      | Arc de l'Éveil du roi démon (魔王覚醒編, Maō kakusei‑hen)                    |
| Moi, quand je me réincarne en Slime (転生したらスライムだった件, Tensei shitara Suraimu datta ken) | OAV/OAD           | 9 juillet 2019  | 26 novembre 2020  | 5         |      | Épisodes originaux.                                                          |
| Moi, quand je me réincarne en Slime (転生したらスライムだった件, Tensei shitara Suraimu datta ken) | Le Rêve de Coléus | 31 octobre 2023 | 31 octobre 2023   | 3         |      | Le Rêve de Coléus (コリウスの夢, Coleus no Yume)                             |
| The Slime Diaries (転スラ日記, Tensura nikki)                                                      | The Slime Diaries | 6 avril 2021    | 22 juin 2021      | 12        |      | À annoncer                                                                   |

## Liste des épisodes
Légende : Les épisodes spéciaux et les OAV/OAD sont surlignés en couleur.

### Première saison

#### Arc de l'Amélioration de statut
| No | Titre français                 | Titre japonais         | Titre japonais             | Date de 1re diffusion |
| No | Titre français                 | Kanji                  | Rōmaji                     | Date de 1re diffusion |
| --- | ------------------------------ | ---------------------- | -------------------------- | --------------------- |
| 1 | Veldra, le dragon des ouragans | 暴風竜ヴェルドラ       | Bōfū-ryū Verudora          | 2 octobre 2018        |
| [Chapitre 1] – Un jour, un salaryman, Satoru Mikami, meurt après avoir été poignardé. Il se réveille par la suite dans une caverne dans un monde de fantasy inconnu pour découvrir qu'il s'est réincarné en slime, possédant diverses compétences issues de ses dernières pensées avant sa mort. Tout en explorant la grotte, acquérant de nouvelles capacités en cours de route à l'aide de sa compétence « Grand Sage » qui lui adresse la parole dans son esprit, le slime finit par tomber et se lier d'amitié avec un ancien dragon nommé Veldra, scellé dans la grotte il y a plusieurs siècles de cela. |                                |                        |                            |                       |
| 2 | Rencontre avec des gobelins    | ゴブリンたちとの出合い | Goburin-tachi to no deai   | 9 octobre 2018        |
| [Chapitres 1-2] – Le slime, qui prend le nouveau nom de Limule Tempest, aide Veldra à trouver un moyen de briser son sceau en utilisant sa compétence « Prédateur » pour l'avaler et l'intégrer dans son corps afin d'analyser ce sceau des deux côtés. Après avoir acquis plus de compétences en avalant d'autres créatures, Limule parvient à sortir de la grotte après qu'un groupe d'aventuriers humains a ouvert l'entrée. Limule rencontre ensuite un groupe de gobelins, qui lui demandent son aide pour les protéger contre un groupe de loups géants. |                                |                        |                            |                       |
| 3 | La Bataille du village gobelin | ゴブリン村での戦い     | Goburin-mura de no tatakai | 16 octobre 2018       |
| [Chapitres 3-4] – En travaillant avec les gobelins, Limule combat les loups géants et tue leur chef, les forçant à se rendre. Convaincant les gobelins et les loups géants de vivre ensemble en harmonie, Limule leur donne tous un nom, puis s'évanouit pendant trois jours pour avoir épuisé sa magie. Quand il se réveille, il découvre que les noms qu'il a donnés aux gobelins et aux loups les ont tous fait évoluer respectivement en hobgoblins et loups-tempêtes. Il se rend compte que les gobelins n'ont aucune compétence en matière de réalisation de maisons et de confection de vêtements, Limule et un petit groupe se rendirent dans la ville de Dwargon pour chercher de l'aide auprès d'artisans nains.                                      |                                |                        |                            |                       |
| 4 | Le Royaume des nains           | ドワーフの王国にて     | Dowāfu no ōkoku nite       | 23 octobre 2018       |
| [Chapitres 4-5-6] – Arrivé à Dwargon avec le gobelin Gobuta, Limule finit par se battre avec des voyous et jeté en prison. Limule est finalement libéré après avoir fourni des potions aux gardes et est présenté au maître forgeron Kaijin. En utilisant du minerai magique qu'il avait récolté dans les grottes, Limule aide Kaijin à terminer à une commande d'épée longues en échange de son aide pour fournir des artisans au village gobelin. Alors que Limule et les nains font la fête dans un bar d'elfes, une silhouette s'approche. |                                |                        |                            |                       |
| 5 | Le Roi héroïque, Gazehr Dwargo | 英雄王ガゼル・ドワルゴ | Eiyū-ō Gazeru Dowarugo     | 30 octobre 2018       |
| [Chapitres 6-7] – Une elfe diseuse de bonne aventure décide de prédire l'âme sœur de Limule, lui montrant la vision d'une fille se séparant de sa famille. Lorsque Vester, le ministre qui a commandé les épées, arrive et insulte Limule, Kaijin le frappe furieusement en représailles, provoquant l'arrestation de Limule et des autres nains ainsi que de leur assignation en justice. Au cours du procès, le roi héroïque Gazehr Dwargo, qui a une histoire avec Kaijin, l'exile, lui et ses hommes, qui rejoignent de suite Limule formant ainsi son équipe d'artisans qu'il recherchait. Après avoir également exilé Vester pour ses actions malhonnêtes, Gazehr, remarquant les connexions de Limule avec Veldra, envoie un agent de l'ombre le suivre. |                                |                        |                            |                       |
| 6 | Shizu                          | シズ                   | Shizu                      | 6 novembre 2018       |
| [Chapitres 7-8-9] – Quand le groupe d'aventuriers (composé d'Ellen, Gido et Kabal) ayant découvert la disparition de Veldra dans la grotte reçoit immédiatement l'ordre du maître de la Guilde de Burmund, Fuse, d'enquêter sur la forêt de Jura, une fille masquée appelée Shizu demande à les rejoindre. Quand ils ont rencontré des ennuis dans la forêt, ils sont sauvés par Limule, qui reconnaît Shizu de la vision de l'elfe. Alors que Shizu révèle qu'elle a été invoquée dans ce monde depuis le Japon pendant la guerre, Limule partage certains de ses souvenirs d'un Japon moderne et pacifique. Ce que Limule ignore, c'est que l'invocateur de Shizu, le roi-démon Leon Cromwell, en a fait le réceptacle de l'esprit de feu Ifrit.              |                                |                        |                            |                       |
| 7 | La Maîtresse des flammes       | 爆炎の支配者           | Bakuen no shihai-sha       | 13 novembre 2018      |
| [Chapitres 9-10] – Shizu se souvient de l'angoisse qu'elle a ressentie lorsqu'Ifrit qui se trouvait en elle a tué son amie après l'avoir considérée comme un ennemi. Alors que Shizu se prépare à partir avec les aventuriers, Ifrit reprend à nouveau le contrôle de cette dernière et déchaîne ses flammes sur le village. Avec ses attaques d'eau qui s'avèrent inefficaces, Limule copie le sortilège de magie de glace d'Ellen pour s'occuper des sbires d'Ifrit. Découvrant qu'il est immunisé contre les attaques de feu, Limule utilise sa compétence Prédateur pour avaler Ifrit, le séparant de Shizu dans le processus. |                                |                        |                            |                       |
| 8 | La Transmission d'une volonté  | 受け継がれる想い       | Uketsuga reru omoi         | 20 novembre 2018      |
| [Chapitres 10-11] – Shizu parle à Limule d'une personne connue comme étant le Héros qui l'a emmenée avec elle et lui a montré le bon chemin avant de disparaître mystérieusement un jour. Sentant que sa vie touche à sa fin, Shizu, ne souhaitant pas que son corps reste dans ce monde, demande à Limule de la dévorer, lui donnant la possibilité de prendre une forme humaine. Alors que Limule décide de rechercher des informations sur Leon afin de lui transmettre les dernières paroles de Shizu, un homme masqué nommé Germudo recrute un orc qu'il nomme Gerudo dans le but de provoquer un grand fléau orc dans la forêt. |                                |                        |                            |                       |

#### Arc desTroubles dans la forêt
| No | Titre français                   | Titre japonais   | Titre japonais        | Date de 1re diffusion |
| No | Titre français                   | Kanji            | Rōmaji                | Date de 1re diffusion |
| --- | -------------------------------- | ---------------- | --------------------- | --------------------- |
| 9 | L'Attaque des Ogres              | 大鬼族の襲撃     | Ōga no shūgeki        | 27 novembre 2018      |
| [Chapitres 11-12-13-14] – Alors que Limule se familiarise avec la forme et les capacités qu'il a hérités de Shizu, les gobelins sont attaqués par un groupe d'ogres qui affirment que Limule a manipulé des orcs pour attaquer leur village. Après une démonstration de force, Limule réussit à convaincre les ogres qu'il n'est pas leur ennemi et les invite au village gobelin pour en discuter. |                                  |                  |                       |                       |
| 10 | Le Seigneur orc                  | オークロード     | Ōku Rōdo              | 4 décembre 2018       |
| [Chapitres 14-15] – Apprenant que les orcs qui ont attaqué le village d'ogre étaient dirigés par un démon masqué, Limule propose que les ogres le rejoignent en tant que ses subordonnés. Acceptant d'être dans une alliance temporaire jusqu'à la défaite des orcs, Limule nomme les ogres Benimaru, Shuna, Shion, Hakurō, Sōei et Kurobē, les transformant en kijin. Pendant ce temps, le chef des hommes-lézards, sentant qu'un seigneur orc contrôle les milliers d'orcs qui se dirigent vers eux, envoie son fils, Gabiru, chercher de l'aide auprès des gobelins. |                                  |                  |                       |                       |
| 11 | Gabiru entre en scène !          | ガビル参上！     | Gabiru sanjō!         | 11 décembre 2018      |
| [Chapitres 16-17] – Cela fait quelques jours que Benimaru et les autres ogres ont rejoint Limule. Gabiru arrive au village de Limule pour tenter de convaincre tout le monde de le servir pour combattre les orcs. Gobuta est envoyé en duel contre Gabiru, le battant rapidement avec les compétences qu'il a acquises et forçant les hommes-lézards à battre en retraite. Plus tard, Limule est approché par une dryade appelée Tryney, qui lui demande de vaincre le Seigneur orc. |                                  |                  |                       |                       |
| 12 | Un implacable engrenage          | 狂いゆく歯車     | Kurui yuku haguruma   | 18 décembre 2018      |
| [Chapitres 18-19] – Tryney explique que le Seigneur orc a utilisé une compétence unique « Famine » sur les orcs, provoquant chez eux une envie sans fin de nourriture qui les a rendu fous furieux et peuvent même manger les siens pour obtenir plus de pouvoir. En acceptant la demande de Tryney, Limule envoie Sōei négocier avec les hommes-lézards pour former une alliance. Alors que le chef exhortait ses soldats à ne pas s'engager dans un combat contre les orcs avant l'arrivée du groupe de Limule, Gabiru, sous l'influence des paroles du messager de Germudo, Laplace, mène un putsch contre son propre père et entraîne les hommes-lézards dans une attaque directe sur les orcs, ignorant le vrai pouvoir du Seigneur orc. |                                  |                  |                       |                       |
| 13 | Le Grand Affrontement            | 大激突           | Dai gekitotsu         | 25 décembre 2018      |
| [Chapitres 20-21-22] – En direction des marais, le groupe de Limule a croisé la sœur de Gabiru, qui les a informés du coup d'État de Gabiru et leur a demandé de venir en aide au chef et de sauver les hommes-lézards. Pendant ce temps, Gabiru et ses troupes se retrouvent coincés après que les orcs aient mangé l'un des soldats et gagné leurs pouvoirs. Alors que Tryney découvre Germudo et Laplace et les force à quitter la forêt, Gabiru lutte avec difficulté contre le Général orc mais est sauvé par l'arrivée du groupe de Limule. Ils défont le général et déciment la plus grande partie de l'armée orc pendant que Sōei sauve le chef, après quoi Limule fait face à Gerudo, le Seigneur orc. |                                  |                  |                       |                       |
| 14 | Le Dévoreur                      | 全てを喰らう者   | Subete o kurau mono   | 8 janvier 2019        |
| [Chapitres 23-24-25] – Germudo apparaît soudainement, révélant qu'il a créé le Seigneur orc afin de le transformer en un nouveau roi-démon. Après avoir échoué à vaincre Limule, Germudo est tué et dévoré par Gerudo, qui évolue en « Fléau orc », un état proche d'un roi-démon, qui s'avère trop puissant pour être vaincu par les kijin. En réalisant le pouvoir de Gerudo, Limule demande au Grand Sage de prendre le contrôle de son corps afin de le combattre, mais une fois que Gerudo a développé une résistance au feu, Limule reprend le contrôle et s'engage dans une bataille avec Gerudo pour voir qui peut dévorer l'autre en premier. Apprenant que Gerudo cherchait à mettre un terme à la famine qui sévissait sur son peuple avant que Germudo ne le manipule, Limule dévore ses péchés avec son corps. Après que les orcs soient libérés des effets de la compétence Famine, les kijin décident de continuer à servir Limule.                                                                              |                                  |                  |                       |                       |
| 15 | La Confrérie de la forêt de Jura | ジュラの森大同盟 | Jura no mori daidōmei | 15 janvier 2019       |
| [Chapitres 26-27-28-29] – Limule forme la Confrérie de la forêt de Jura pour permettre aux hommes-lézards, aux gobelins et aux orcs de vivre ensemble en harmonie, et il se retroue par inadvertance au poste de chef de la confrérie. Limule attribue le nom de Gerudo au fils du Seigneur orc, le transformant en Roi orc et les autres orcs en Hauts orcs. Puis il donne au chef des hommes-lézards un nom, Abiru. Plus tard, Gabiru est condamné à l'exil et entreprend un voyage après s'être fait exclure de sa tribu. Trois mois plus tard, le roi des nains Gazehr et son armée se rendent au village gobelin pour défier Limule en duel et déterminer sa véritable nature. Une fois que Limule a réussi à bloquer tous ses coups, et après avoir appris qu'ils partageaient le même maître d'armes (Hakurō), Gazehr reconnaît qu'il n'est pas mauvais et propose un traité d'amitié entre leurs groupes. La Fédération de Jura Tempest est ainsi formée et reconnue comme nation officielle avec pour capitale Limule. |                                  |                  |                       |                       |

#### Arc de l'Attaque des rois-démons
| No | Titre français                     | Titre japonais | Titre japonais    | Date de 1re diffusion |
| No | Titre français                     | Kanji          | Rōmaji            | Date de 1re diffusion |
| --- | ---------------------------------- | -------------- | ----------------- | --------------------- |
| 16 | L'Attaque du roi-démon Millim      | 魔王ミリム来襲 | Maō Mirimu raishū | 22 janvier 2019       |
| [Chapitres 30-31] – Deux jours après avoir formé une alliance avec Limule, Gazehr se rend à nouveau à Limule, cette fois-ci avec Vester qui présente ses excuses à Limule et à Kaijin pour les ennuis qu'il a causés dans le passé et commence à travailler pour eux en tant que chercheur. Gabiru et sa sœur, ainsi que plusieurs autres hommes-lézards, deviennent également les serviteurs de Limule, évoluant en Dragonewt après que Limule les ait nommés. Quelque temps plus tard, Millim Nava, l'un des rois-démons, s'intéresse à la forêt du Jura après la défaite du Seigneur orc et s'approche de Limule. Craignant pour la sécurité de leur maître, Ranga et les kijin apparaissent pour défendre Limule, mais ne peuvent rien faire face à sa puissance écrasante. À la fin, Limule calme Millim en mettant du miel dans sa bouche et les deux deviennent amis, Millim décidant de vivre au village avec lui. Malgré le soulagement qu'elle ne les attaque plus, le conseil de Limule s'inquiète de la nouvelle amitié de Millim et Limule, les autres rois-démons pouvant y voir une menace à leur propre équilibre des pouvoirs. |                                    |                |                   |                       |
| 17 | Ceux qui se réunissent             | 集う者達       | Tsudou-mono-tachi | 29 janvier 2019       |
| [Chapitres 32-33-34-35] – Vester réussit à développer une potion complète égalant ceux de Limule, ce qui incite Limule à tenter des négociations pour développer des potions faibles dans Tempest. À ce moment précis, Phobio, un guerrier-bête du roi-démon Karion, arrive à Tempest avec l'intention de s'en emparer, mais Millim s'en occupe rapidement avant que Limule ne règle le problème pacifiquement. En proposant à Millim de lui offrir une nouvelle arme en échange d'informations, Limule apprend que les autres rois-démons ont des vues sur lui depuis qu'il a déjoué leur plan pour créer un roi-démon fantoche. Plus tard, la mission d'enquête du royaume de Farmus, dirigé par un homme nommé Yōmu, est rejoint par le groupe d'Ellen, accompagné de Fuse, et se rendent ensemble à Tempest, où Limule demande à Yōmu et à ses mercenaires de s'attribuer le mérite d'avoir vaincu le Seigneur orc. Pendant ce temps, le roi-démon Clayman s'intéresse à un puissant monstre de rang Calamité appelée Charybde et envoie Tear des Clowns modérés pour trouver un moyen de le dompter.                                       |                                    |                |                   |                       |
| 18 | Le mal se rapproche insidieusement | 忍び寄る悪意   | Shinobiyoru akui  | 5 février 2019        |
| [Chapitres 36-37] – Tandis que Phobio supporte mal son humiliation qu'il a subi de Millim, Tear et Footman, deux des Clowns modérés de Clayman, s'approchent de lui pour le convaincre de devenir lui-même un roi-démon afin de se venger de Millim. Tout ce qu'il doit faire est de laisser Charybde posséder son corps et d'y garder le contrôle. Phobio brise le sceau de Charybde. Tear révèle qu'elle avait reçu l'ordre de faire revivre Charybde et de l'envoyer vers Millim. Trya, la sœur de Tryney, avertit Limule du réveil du monstre. Né d'un amas de mana de Veldra, Charybde est le souverain des cieux sans esprit, focalisé uniquement sur la destruction. Il a invoqué treize mégalodons d'autres mondes pour l'aider à se déchaîner et se dirige vers Jura Tempest. Limule, la capitale de la Fédération de Jura Tempest, et l'État armé de Dwargon se préparent au combat. |                                    |                |                   |                       |
| 19 | Charybde                           | 暴風大妖渦     | Karyubudisu       | 12 février 2019       |
| [Chapitres 38-39] – Avec l'aide de 100 chevaliers-pégases de Dwargon, les forces de Limule abattent les mégalodons et tentent d'éliminer Charybde par une attaque à grande échelle, mais échouent. Limule combat alors Charybde tout seul, juste pour découvrir plus tard que le monstre possède Phobio et que son véritable objectif est Millim. À la demande de Limule, Millim défait Charybde en épargnant la vie de Phobio. Après la bataille, Phobio s'excuse pour tous les problèmes qu'il a causés et son maître, le roi-démon Karion, établit un pacte de non-agression avec Jura Tempest, tandis que Limule et les autres découvrent enfin que tous les problèmes qu'ils ont rencontrés récemment ont été causés par les Clowns modérés de Clayman. |                                    |                |                   |                       |

#### Arc de laVie dans la capitale royale
| No | Titre français                    | Titre japonais       | Titre japonais             | Date de 1re diffusion |
| No | Titre français                    | Kanji                | Rōmaji                     | Date de 1re diffusion |
| --- | --------------------------------- | -------------------- | -------------------------- | --------------------- |
| 20 | Yūki Kagurazaka                   | ユウキ・カグラザカ   | Yūki Kagurazaka            | 19 février 2019       |
| [Chapitres 39-40-46-47] – La ville célèbre sa victoire avec des filets de mégalodon. Cette nuit-là, Limule rêve du regret de Shizu de ne pas pouvoir aider ses élèves, les cinq enfants qui ont été amenés dans ce monde. Limule se rend au royaume d'Ingracia avec Ranga pour les voir, tout en se rappelant que deux ans se sont écoulés depuis sa réincarnation. Au siège de la Guilde indépendante, il fait la connaissance de Yūki Kagurazaka, le Grand Maître responsable des enfants, lui-même adolescent. Yūki prend des dispositions pour que Limule enseigne aux élèves de Shizu, mais l'avertit que, si les deux sont des transfuges d'un autre monde qui sont arrivés ici par eux-mêmes, les enfants sont des Invoqués destinées à être des armes pour leurs invocateurs. Leur corps en pleine croissance ont absorbé tellement d'énergie que cela va finir par les tuer dans cinq ans. Limule s'engage à honorer le souhait de Shizu et à trouver un moyen de les sauver. |                                   |                      |                            |                       |
| 21 | Les Élèves de Mlle Shizu          | シズさんの教え子達   | Shizu-san no oshiego-tachi | 26 février 2019       |
| [Chapitres 47-48-49-50] – Les élèves de Shizu se montrent peu respectueux envers Limule qui a donc décidé de leur montrer la différence dans leurs compétences afin de gagner leur respect lors d'une série de duels individuels. Kenya Misaki utilise la magie du feu, Chloé Aubert la magie de l'eau, Gale Gibson tire des balles magiques, Ryōta Sekiguchi utilise des améliorations physiques et Alice Rondo utilise la magie de marionnette pour contrôler des peluches qui attaquent Limule. Malgré leur défaite, le niveau d'énergie dans leurs corps ne diminue pas, et Limule ne peut pas non plus en extraire d'eux car cette énergie a fusionné avec leur âme. Après que Limule leur ait montré le masque de Shizu et leur ait promis de les sauver, ils se décident de l'appeler « professeur ». Limule rend visite à Tryney, persuadé que les enfants iront bien s'ils parviennent à abriter en eux des esprits de haut rang, celle-ci lui dit d'aller à la « demeure des esprits » mais il doit trouver la voie car à la suite du décès de l'ancienne Reine des esprits que les dryades servaient, elles ont perdu leur lien avec l'actuelle régente. Pendant un pique-nique avec les élèves, ils aperçoivent un dragon des cieux se diriger vers la capitale, mais Limule intervient et l'avale avec Prédateur. Myormile, un marchand que Limule a sauvé de l'attaque du dragon, l'invite lui et les enfants à dîner. Le réseau d'informateurs de Myormile lui a permis de savoir que Limule peut changer d'apparence ce à quoi il lui propose de s'installer à Tempest pour les aider à vendre leurs marchandises. L'assistante de Myormile fait une prière à la Reine des esprits afin de protéger les enfants et raconte à un Limule curieux qu'elle venait d'un village situé près de la demeure des esprits. Lui, Ranga et les enfants se rendent alors à son emplacement. |                                   |                      |                            |                       |
| 22 | À la conquête du labyrinthe       | 迷宮攻略             | Meikyū kōryaku             | 5 mars 2019           |
| [Chapitres 51-52] – Limule, Ranga et les élèves entrent dans la demeure des esprits et en traversant le labyrinthe un esprit les combat avec un golem en métal géant pour les tester, même si Limule le bat rapidement. L'esprit du labyrinthe se présente comme étant Lamiris, la fée du Labyrinthe et l'un des dix rois-démons, bien qu'elle soit si petite que personne ne la croit. Elle explique que Leon, qui a invoqué Shizu, était un héros avant de tomber en disgrâce et de devenir un roi-démon. De même, elle était la reine des esprits avant de mourir et de revivre en tant que roi-démon. En échange de la création d'un nouveau golem pour elle, Lamiris accepte d'aider Limule à invoquer des esprits supérieurs. |                                   |                      |                            |                       |
| 23 | Des âmes à sauver                 | 救われる魂           | Sukuwareru tamashii        | 12 mars 2019          |
| [Chapitres 52-54] – Une multitude d'esprits inférieurs répondent aux prières de Gale, Alice et Ryōta qui sont aussitôt dévorés par Limule afin de les transformer en trois nouveaux esprits supérieurs, qui sont ensuite scellés avec succès dans les trois enfants. Kenya arrive à invoquer et à abriter un esprit de lumière supérieur. Un étrange être spirituel apparaît lors de l'invocation d'esprit de Chloé, Veldra réagissant également à sa présence. Malgré la tentative de Lamiris d'arrêter cette apparition qu'elle trouve dangereuse, l'esprit parvient à posséder Chloé. Quoi qu'il en soit, la dangereuse énergie des cinq enfants s'est stabilisée, épargnant ainsi ces derniers d'une mort certaine. Limule fabrique un nouveau golem pour Lamiris et ceux-ci retournent à Ingrassia. Yūki estime qu'il est improbable que les nations qui ont abandonné les enfants essaient de les reprendre afin qu'ils puissent mener une vie normale. Limule ne dit pas à Yūki comment il les a sauvés. Limule pense aux deux dernières années qui se sont écoulées dans ce monde et déclare que tous ses problèmes ont été résolus. Avant de partir, il donne le masque de Shizu à Chloé, mais ne sait pas pourquoi, ayant simplement le sentiment qu'il valait mieux le lui remettre. Après le générique de fin, un être mystérieux observe Limule à travers une boule de cristal et déclare que la prochaine fois, il lui révélera « la vérité de ce monde ». |                                   |                      |                            |                       |
| 24 | Bonus : le Noir et le Masque      | 外伝：黒と仮面       | Gaiden: Kuro to kamen      | 19 mars 2019          |
| Note : Histoire originale écrite par Fuse sur la rencontre entre Shizu et Diablo avant le début de la série,. Une femme mourante invoque un démon pour venger elle et son partenaire, ce à quoi le démon accepte sa demande, pensant que ce serait une distraction amusante. Shizu se rend au royaume de Fiertöd avec d'autres aventuriers pour empêcher un démon de récupérer son cadavre sous les fondations du château ainsi éviter sa résurrection. En apprenant que les deux célèbres aventuriers, les Ailes des glaciers, ont été tués par le démon sans nom, certains essaient de se retirer. Le ministre refuse de les laisser partir, révélant que certains sont possédés par des démons, ce qui provoque la paranoïa au sein du groupe. L'un d'entre eux, qui est en fait le démon du début, commence à rire et affirme que les chevaliers ont invoqué les démons mineurs mais ne l'explique pas véritablement. Engagé pour tuer un démon, il a l'intention de tuer tous les autres aventuriers présents dans la salle afin de le retrouver. Shizu parvient à deviner sa manigance et le révèle aux autres avant de se battre en duel avec le mystérieux être surnommé « le Noir ». Un des coups de le Noir est renvoyé par le masque de Shizu et qui lui arrache son bras droit. Il décide de se retirer, affirmant que le combat était amusant parce que Shizu a pu le blesser. Shizu se souvient ensuite que Leon lui avait parlé des plus puissants démons dit « primordiaux » et comme ils n'ont pas de véritable nom, ils sont désignés par des couleurs telles que le Rouge, le Blanc et le Noir. Un des chevaliers la convoque auprès du roi et l'emmène sous le château. Elle comprend rapidement que le roi et le ministre étaient des pantins du même démon pour lequel elle avait été engagée de l'arrêter et que ce dernier a endossé le personnage d'Orthos, le héros qui l'aurait vaincu dans une légende, devenant ainsi un Archidémon après avoir obtenu ce nom. Ils ont l'intention de sacrifier les aventuriers et Shizu, qui est toujours épuisée par son précédent combat, pour qu'Orthos acquérir leurs pouvoirs. L'Archidémon est capable de la battre mais le Noir arrive à temps et tue le roi et le ministre. Il révèle qu'il a été invoqué par les Ailes des glaciers mourants pour les venger et a tenu ses promesses. Il corrige Orthos pour sa prétention excessive et détruit son âme. L'histoire retient par la suite que le roi et le ministre ont été tués par le Noir, lui-même vaincu par Shizu. Tant qu'ils s'en tiennent à cette version, le Noir dit qu'il n'a aucune raison de s'attaquer à Shizu avant de partir. |                                   |                      |                            |                       |
| 24.5 | Digression : le journal de Veldra | 閑話: ヴェルドラ日記 | Kanwa: Verudora nikki      | 26 mars 2019          |
| Note : Épisode original résumant la série annoncé en janvier 2019,. Ifrit, qui a été piégé dans Limule par la compétence Prédateur de ce dernier, résume les événements de la saison tout en discutant avec Veldra en plein partie de shōgi. |                                   |                      |                            |                       |

### Deuxième saison

#### Arc desInteractions entre Humains et Monstres
| No | Titre français                     | Titre japonais         | Titre japonais            | Date de 1re diffusion |
| No | Titre français                     | Kanji                  | Rōmaji                    | Date de 1re diffusion |
| --- | ---------------------------------- | ---------------------- | ------------------------- | --------------------- |
| 24.9 | Digression : Hinata Sakaguchi      | 閑話: ヒナタ・サカグチ | Kanwa: Hinata Sakaguchi   | 5 janvier 2021        |
| Note : Épisode original résumant la première saison tout en introduisant le personnage d'Hinata Sakaguchi pour la seconde saison. Hinata Sakaguchi, chef des chevaliers sacrés de l'Église occidentale et commandante de la garde impériale du Saint Empire de Lubélius, reçoit une missive d'un marchand oriental. Le document lui permet de se renseigner sur la nation de monstres qu'est la Fédération de Jura-Tempest et son dirigeant, Limule. Après un récapitulatif des événements de la précédente saison, Hinata finit par considérer Limule comme le meurtrier de sa tutrice, Shizu. |                                    |                        |                           |                       |
| 25 | Le quotidien bien rempli de Limule | リムルの忙しい日々     | Rimuru no isogashii hibi  | 12 janvier 2021       |
| [Chapitre 40] – Limule confie l'éducation des enfants transfuges à un nouvel enseignant et retourne à Tempest. Après avoir été mis à jour sur les événements qui se sont produits pendant son absence, Limule entame des négociations afin d'établir des relations diplomatiques entre la Fédération de Jura-Tempest et la contrée du roi-bête d'Eurasania, dirigée par le roi-démon Karion. Juste après sa séance d'habillage, Limule prononce un discours d'encouragement pour la délégation menée par Benimaru et Riguru avant leur départ vers Eurasania. Yōmu et ses compagnons sont également présents lors de l'arrivée de la délégation d'Eurasania menée par Albis et Suphia, toutes deux des « animousquetaires ». Toutefois, une démonstration de force a lieu entre Shion et Suphia car cette dernière s'est montrée trop provocante envers Limule, tandis qu'Albis envoie le subordonné de Phobios, Grucius, affronter Yōmu. |                                    |                        |                           |                       |
| 26 | Commerce avec le pays du roi-bête  | 獣王国との交易         | Jū ōkoku to no kōeki      | 19 janvier 2021       |
| [Chapitres 40-41] – L'affrontement entre Suphia et Shion continue jusqu'à ce qu'Albis les arrête. La délégation d'Eurasania déclarant la fédération comme leurs égaux, les négociations entre Tempest et Eurasania sont ainsi une réussite et les deux nations commencent à échanger des technologies et à établir des routes commerciales. Quelque temps plus tard, Limule rend visite à Gazel dans le royaume de Dwargon, ignorant que Clayman prépare un autre stratagème contre lui et sa nation. |                                    |                        |                           |                       |
| 27 | De retour au paradis               | 楽園、再び             | Rakuen, futatabi          | 26 janvier 2021       |
| [Chapitres 41-42] – Après que Limule ait tenu Gazel au courant de ses récentes réalisations, ils officialisent l'alliance entre Tempest et Dwargon. Un peu plus tard, Limule et ses amis nains et hobgoblins laissent de côté Shuna et Shion pour faire une halte dans un endroit qu'ils ont visité lors de leur dernier séjour dans le royaume, « Le Papillon de Nuit », le cabaret d'elfes. |                                    |                        |                           |                       |
| 28 | Farmus, le royaume des complots    | 謀略のファルムス王国   | Bōryaku no Farumusu ōkoku | 2 février 2021        |
| [Chapitres 52-53-54-56] – Limule donne ses dernières leçons aux enfants de la classe S et Yōmu retourne à Tempest avec son nouveau compagnon, la magicienne Myulan, ignorant qu'elle est une espionne travaillant pour Clayman. Pendant ce temps, le royaume de Falmus, qui considère l'ascension de Tempest comme une menace pour son intégrité, mène des préparations pour l'envahir. |                                    |                        |                           |                       |

#### Arc de l'Éveil du roi démon
| No | Titre français                      | Titre japonais              | Titre japonais                      | Date de 1re diffusion |
| No | Titre français                      | Kanji                       | Rōmaji                              | Date de 1re diffusion |
| --- | ----------------------------------- | --------------------------- | ----------------------------------- | --------------------- |
| 29 | Prélude à la catastrophe            | 災厄の前奏曲                | Saiyaku no zensōkyoku               | 9 février 2021        |
| [Chapitres 53-57-58] – Alors que Limule est toujours à l'extérieur de Tempest et au milieu des nouvelles à propos d'une attaque imminente de Milim contre Eurasania, Clayman force Myulan à lancer un sort de barrière qui annule tout pouvoir magique au sein de Tempest pendant que le Royaume de Falmus crée une autre barrière qui piège tous les habitants à l'intérieur pour les empêcher de s'échapper. |                                     |                             |                                     |                       |
| 30 | Une beauté passe à l'action         | 動き出す麗人                | Ugokidasu reijin                    | 16 février 2021       |
| [Chapitres 54-55] – Limule fait officiellement ses adieux à la classe S et offre aux enfants des cadeaux dont le masque de Shizu à Chloé. Alors qu'il tente de se téléporter avec Ranga pour rentrer, le Grand Sage le prévient qu'il est encerclé par une barrière l'empêchant toute utilisation de compétence, tandis qu'un clone de Sōei se dépêche pour le prévenir que Tempest est attaqué. Hinata Sakaguchi s'approche de Limule qui feint d'être un simple aventurier; mais cette dernière, connaissant déjà son identité, ne rentre pas dans son jeu. À Tempest, Kirara Mizutani reste affligée de voir sa compétence unique déjouée par Shuna alors que Kyōya Tachibana bat Gobuta et Hakurō sans difficulté grâce à la barrière affaiblissant ces derniers et alors qu'il s'approche de Shuna, il porte un coup fatal à Gobuzō qui tente de la protéger. Shion tient tête à Shōgo Taguchi, avant qu'il ne se retire pour laisser l'armée de Farmus débarquée dans la ville, laissant Shion se précipiter auprès d'une petite fille gobelin pour la protéger des envahisseurs. Au même moment, Hinata commence à s'en prendre à Limule; ce dernier passe un sale quart d'heure. Il finit par lancer sa compétence Voracité pour s'en sortir. |                                     |                             |                                     |                       |
| 31 | Désespoir                           | 絶望                        | Zetsubō                             | 23 février 2021       |
| [Chapitres 55-59] – Limule survit à son combat contre Hinata et retourne à Tempest, juste pour découvrir que la ville a été attaquée et que beaucoup de ses sujets ont été tués. En préparation d'une autre attaque de Farmus, Limule rassemble son conseil et est informé de la situation. |                                     |                             |                                     |                       |
| 32 | Espoir                              | 希望                        | Kibō                                | 2 mars 2021           |
| [Chapitres 59-60-61] – Myulan avoue au conseil qu'elle est au service du Roi-démon Clayman, qui la manipule à sa guise car son cœur est entre ses mains, et révèle que sa mission d'origine était d'enquêter sur Tempest mais il lui a ordonné par la suite de lancer une barrière anti-magie dans la ville, conduisant à la situation actuelle. Limule décide d'épargner la sorcière pour le moment et demande à Benimaru de l'emmener auprès des blessés, soignant ainsi Hakurō et Gobuta. Alors qu'il se demandait où se trouve Shion, Benimaru le conduit à son cadavre sur la Place centrale de Tempest; le corps inerte de Gobuzō est également présent. Il réclame aux autres de le laisser seul pendant un moment et mène une longue réflexion. Le groupe d'Ellen débarque à toute vitesse dans Tempest pour annoncer à Limule qu'une infime possibilité existe pour ressusciter les disparus ; elle lui révèle au passage sa véritable identité en tant qu'Elyune Grimwald, une elfe noble de la Dynastie magique de Salion, accompagnée de ses deux gardes du corps. Alors que Limule crée une troisième barrière pour éviter que les âmes des défunts se dispersent, le Grand Sage lui indique comment devenir un Roi Démon. Entre-temps, il « tue » Myulan tout en lui transplantant un cœur artificiel pour qu'elle se libère du contrôle de Clayman, et sollicite Yōmu pour devenir le nouveau roi de Farmus. |                                     |                             |                                     |                       |
| 33 | Le tout pour le tout                | 全てを賭けて                | Subete o kakete                     | 9 mars 2021           |
| [Chapitres 62-63] – Résolu à devenir un Roi-démon pour ressusciter ses compagnons, Limule réunit les survivants et leur révèle sa décision ainsi que son passé d'humain. Ces derniers lui répondent qu'ils sont prêts à le suivre jusqu'au bout, et entament un plan pour faire face aux forces ennemies, tout en préparant le rituel pour faire revivre leurs compagnons perdus. Quatre groupes seront envoyés pour détruire les dispositifs anti-magie autour de la ville, tandis que Shuna et Myulan érigent une nouvelle barrière pour retenir les âmes des défunts le plus possible. |                                     |                             |                                     |                       |
| 34 | Colère divine                       | 神之怒                      | Megiddo                             | 16 mars 2021          |
| [Chapitres 63-64-65] – Limule lance sa contre-attaque contre les forces invasives de Farmus, envoyant ses sujets dissiper la barrière entourant la ville. Le groupe de Soei, les dragonautes menés par Gabiru et Benimaru, parviennent très facilement à détruire les trois premiers dispositifs. Gobuta, Gerudo et Hakuro se retrouvent quant à eux face aux transfuges, donnant à ces derniers l'occasion de prendre leur revanche contre eux. Hakuro parvient à battre Kyoya sans la moindre difficulté, à la plus grande surprise de ce dernier, qui finit décapité par le kijin. Shogo, effrayé, tue sa partenaire Kirara afin d'obtenir une nouvelle compétence, mais est malgré tout malmené par Gerudo et ne doit son salut qu'à l'intervention de Razen qui le met à l'abri... avant de le tuer pour s'approprier son corps et ses compétences. Les dispositifs étant à présent détruits, Limule envoie alors sa plus puissante attaque, Colère Divine, et commence à massacrer les soldats de Farmus. |                                     |                             |                                     |                       |
| 35 | Avènement du roi-démon              | 魔王誕生                    | Maō tanjō                           | 23 mars 2021          |
| [Chapitres 66-67-68] – Afin d'accomplir le « Festival des Récoltes », nécessaire pour terminer son évolution en roi-démon, Limule anéantit toute l'armée de Farmus pour absorber leurs âmes. Effrayés, le Roi Edmaris et le prêtre Reyhiem supplient Limule pour leur vie, ce que Limule accepte. Juste avant de perdre connaissance avec le début du rituel, il parvient à invoquer un démon primordial pour en faire son sujet et lui ordonne de traquer le mage de Farmus, Razen, qui a réussi à survivre. Une fois sa transformation terminée, sa compétence unique Grand Sage, ayant évoluée en compétence ultime « Raphaël, Roi du savoir », prend la relève et utilise la compétence Voracité, devenue « Belzébuth, Roi de la voracité », pour absorber tout le mana au sein de Tempest et les deux autres démons qui accompagnaient le démon primordial afin de ressusciter Shion et le reste de ses compagnons décédés. |                                     |                             |                                     |                       |
| 36 | Libération                          | 解き放たれし者              | Tokihanata reshi mono               | 30 mars 2021          |
| [Chapitres 69-70-71] – Limule se réveille dans les bras de Shion et est acclamé par tous les habitants de Tempest, ressuscités. Bien qu'heureux de cette situation, Limule se retrouve avec un nouveau problème sur les bras : les émissaires d'Eurasania lui apprennent que leur pays a été entièrement dévasté par le roi-démon Milim, aidée de Frey, et que leur roi Karion a disparu. Devinant qu'il s'agit d'une nouvelle combine louche de Clayman, Limule accepte de venir en aide au peuple d'Eurasania en leur offrant un toit et de les aider à combattre les rois-démon. Cependant, Limule a aussi fort à faire avec le royaume de Farmus, dont il tient le roi prisonnier, il est rejoint par le démon primordial "Le Noir" qui lui propose de travailler pour lui, ce à quoi Limule accepte et lui donne le nom de "Diablo". Il apprend par Raphaël, que l'analyse du sort "Geôle infinie" qui retenait Veldra est à présent terminée. Heureux de cette nouvelle, Limule retourne dans la grotte, là où il a rencontré Veldra, et crée un double de lui-même afin qu'il serve de nouveau corps au Dragon des Ouragans. |                                     |                             |                                     |                       |
| 36.5 | Digression – Le journal de Veldra 2 | 閑話：ヴェルドラ日記2       | Kanwa: Verudora nikki tsu           | 29 juin 2021          |
| 37 | Visiteurs                           | 訪れる者たち                | Otozureru mono-tachi                | 6 juillet 2021        |
| [Chapitres 69-71-72-74] – Limule fait revenir Veldra (dragon des ouragans). Une fête est organisée pour fêter le succès de Limule qui a ramené ses amis à la vie. Le jour suivant, un conseil a lieu pour mettre au point les évènements passés et futurs; notamment l'attaque sur Tempest, ainsi que le combat de Milim et Karion. En effet, Il semblerait que le roi démon Clayman soit à l'origine de l'attaque de Milim sur le royaume d'Eurasania. Le conseil est interrompu par un émissaire de Burmund venant aider. Limule lui explique que le combat a déjà eu lieu. Arrivent le roi des nains, Gazher et un émissaire de Salion qui souhaitent tous deux participer au conseil. |                                     |                             |                                     |                       |
| 38 | Conférence humains-monstres         | 人魔会談                    | Jinma kaidan                        | 13 juillet 2021       |
| [Chapitres 73-74] – Le grand maitre d'Ingracia est le traitre qui a dévoilé les informations sur Limule. Menant Hinata à vouloir une vengeance au nom de Shizu. En parallèle, les discussions et les plans sont peaufinés avec les alliés de la Forêt de Jura Tempest. |                                     |                             |                                     |                       |
| 39 | Le message de Lamilis               | ラミリスの報せ              | Ramirisu no shirase                 | 20 juillet 2021       |
| [Chapitres 74-75] – Lamilis arrive et annonce que Tempest va être anéanti. Suite des discussions entre alliés et mise en place de stratégies. |                                     |                             |                                     |                       |
| 40 | Le congrès s'amuse                  | 会議は踊る                  | Kaigi wa odoru                      | 27 juillet 2021       |
| [Chapitre 75] |                                     |                             |                                     |                       |
| 41 | La veille de la bataille            | 会戦前夜                    | Kaisen zen'ya                       | 3 août 2021           |
| [Chapitres 76-77] |                                     |                             |                                     |                       |
| 42 | Les rois-démons                     | 魔王たち                    | Maō-tachi                           | 10 août 2021          |
| [Chapitres 72-76-84] – Milim a été piégée par Frey sous la menace de Clayman. Leon Cromwell rejoint un autre roi démon, Guy, un démon aussi ancien que Milim. Ils échangent des informations sur Limule, Veldra et le Walpurgis afin de confronter Clayman. La soeur de Veldra, Velzard, le dragon des glaces, est aussi présente. |                                     |                             |                                     |                       |
| 43 | Ouverture du banquet                | 開宴の合図                  | Kaien no aizu                       | 17 août 2021          |
| [Chapitres 78-79-80] – Pendant que se poursuivent les préparatifs de Limule pour le Walpurgis, son armée menée par Benimaru, lui-même secondé par les Animousquetaires et les Hommes-Fauves, se rend sur les anciennes terres d'Orbic, le royaume disparu des Orcs, pour écraser le camp de Clayman : tandis que Phobio, rejoint par Gerudo, affronte ses anciens manipulateurs, les Clowns Modérés Tear la Larmoyante et Footman le Pierrot hargneux ; et que Suphia, assistée de Gabiru et de ses hommes, rencontre Middray, son assistant Hermes ainsi que les autres adorateurs de Millim ; Alvis quant à elle, protégée dans l'ombre par les chevaucheurs de loups de Gobuta, se charge de leur commandant-en-chef Yamza le Majeur. |                                     |                             |                                     |                       |
| 44 | Sur la terre fatidique              | 因縁の地で                  | Innen no chi de                     | 24 août 2021          |
| [Chapitres 80-81] – Les combats se poursuivent : alors que Phobio et Gerudo échouent à empêcher la fuite des Clowns Modérés ; et que Suphia et Gabiru, qui peinent à prendre l'avantage sur Middray le haut prêtre, en apprennent plus sur les adorateurs de Millim ; de son côté Alvis domine Yamza, qui par une énième malédiction de Clayman sert toutefois d'hôte à un nouveau Charybde. Benimaru entre alors en scène. |                                     |                             |                                     |                       |
| 45 | Adalman l'Index                     | 示指のアダルマン            | Jishi no Adaruman                   | 31 août 2021          |
| [Chapitres 77-78-81] – Lamiris — suivie par Tryney et Beretta — et Limule — accompagné quant à lui de Ranga et Shion — se rendent au Walpurgis, et le groupe de ce dernier fait la rencontre des autres Rois-Démons ainsi que leurs suivants : Limule obtient son premier face à face avec son plus vieil ennemi déclaré, Leon Cromwell. Pendant ce temps Shuna, Sōei et Hakurō font route pour le château de Clayman, et affrontent sur ses terres Adalman l'Index ainsi que ses troupes de morts-vivants. |                                     |                             |                                     |                       |
| 46 | Walpurgis                           | 魔王達の宴 ～ワルプルギス～ | Maō-tachi no utage ～Warupurugisu～ | 7 septembre 2021      |
| [Chapitres 81-82-83] – Le Walpurgis démarre pour de bon après l'annonce à tour de rôle du reste des Rois-Démons : l'issue d'un plaidoyer du sycophante Clayman à charge contre Limule (ainsi que la reconnaissance de ce dernier comme Roi-Démon) se règlera, par décision de Guy Crimson, sur un duel entre les deux camps belligérants. Ranga et deux autres Loups-Tempêtes affrontent le Pouce — la Bête à Neuf-Têtes — et deux de ses invocations ; Shion — rejointe plus tard par Beretta — se charge quant à elle de Clayman protégé par l'un de ses pantins, Biora ; et Limule, assisté de Raphael, tente comme il peut de gagner du temps en esquivant les attaques mortelles et ininterrompues de Millim pour trouver une solution à l'emprise qu'elle subirait. |                                     |                             |                                     |                       |
| 47 | Retour en force                     | 起死回生                    | Kishikaisei                         | 14 septembre 2021     |
| [Chapitres 83-84] – Veldra apparaissant de lui-même inopinément sur le champ de bataille et acceptant, à sa demande, de prendre le relais de Limule pour occuper « la fille unique de son frère aîné », le slime fait le tour des autres affrontements pour jauger la situation. Il s'avère que la situation est à l'avantage de Limule : Millim, en réalité libre de ses mouvements depuis le début, et Frey se rangent de son côté, laissant tomber le nécrombre marionnettiste. Se sentant trahi, Clayman s'éveille à ses pouvoirs; chose calculée par Raphaël. |                                     |                             |                                     |                       |
| 48 | Octagramme                          | 八星魔王                    | Okutaguramu                         | 21 septembre 2021     |
| [Chapitres 85-86] – Après avoir dressé une barrière similaire à celle de Guy, Limule demande à Clayman, avec une froide fermeté, qui est derrière le complot visant son éveil. Clayman, refusant de dénoncer ses camarades des clowns modérés, menace de le hanter pour l'éternité; mais Limule, loin d'être impressionné, utilise Pensée Accélérée pour lui asséner un déluge de coups de poing. Ensuite, il réitère sa question une dernière fois, avant d'absorber Clayman jusqu'au corps astral avec Belzébuth. Tous les Rois-démons restants l'acceptent comme l'un des leurs, et Luminus Valentine se dévoile. |                                     |                             |                                     |                       |

### Troisième saison
| No | Titre français                        | Titre japonais       | Titre japonais         | Date de 1re diffusion |
| No | Titre français                        | Kanji                | Rōmaji                 | Date de 1re diffusion |
| --- | ------------------------------------- | -------------------- | ---------------------- | --------------------- |
| 48.5 | Digression – Le journal de Diablo     | ディアブロ日記: 閑話 | Kanwa: Diaburo nikki   | 30 mars 2024          |
| Épisode spécial qui revient sur les événements du Banquet du Valpurgis avec les commentaires de Diablo et Veldra. |                                       |                      |                        |                       |
| 49 | Les machinations du démon             | 悪魔と策謀           | Akuma to sakubō        | 5 avril 2024          |
| [Chapitres 87-88] - Après la défaite de Clayman, Limule continue d'assister au Walpurgis, où Leon Cromwell et Luminus Valentine partent tôt; Limule acquiert la capacité de reproduire des plats et refuse de laisser Milim boire du vin parce qu'il pense qu'elle est trop jeune pour cela, et Lamilis s'évanouit de surconsommation. Limule rentre chez lui où il est accueilli par les citoyens, dont Diablo. En mangeant du pudding au matcha, il découvre que Veldra a tout dit à Diablo et lui retire son pudding en réponse, mais a bientôt pitié et le lui rend. Il apprend que Diablo a guéri le roi de Falmus et ses subordonnés, qui avaient déjà été torturés par Shion pour avoir menacé Tempest. Les trois deviennent alors les serviteurs de Diablo et ils retournent tous à Falmus avec Yomu, Grucius et Myulan. Pendant ce temps, les nobles de Falmus sont incapables de guérir le roi. Une fois le groupe de Diablo arrivé, ils présentent leur histoire de la défaite de l'armée de Falmus et de la renaissance de Veldra. Cela choque les nobles car la Sainte Église occidentale affirmait que Veldra avait disparu depuis longtemps, jusqu'à ce que Razen souligne qu'un dragon suprême ne peut jamais être détruit car il peut renaître. Ils apprirent également que les Dryades avaient aidé Limule à négocier avec Veldra pour calmer sa colère. Cela amène les nobles à comprendre qu'attaquer Tempest était une mauvaise idée. Lorsque Carlos, l'un des nobles, refuse de croire cela ni d'accepter l'idée de s'allier avec Tempest, Razen l'emprisonne dans un bloc de glace. Après avoir guéri le roi à l'aide de l'une des potions de Limule, Diablo leur fait choisir de s'allier à Tempest ou de continuer la guerre, tout en les avertissant de ne pas doubler Limule ou autre. Cela laisse très peu de temps aux nobles pour décider. Après avoir appris cela, Limule quitte Diablo pour gérer la situation. |                                       |                      |                        |                       |
| 50 | La réunion des saints                 | 聖人の思惑           | Seijin no omowaku      | 12 avril 2024         |
| [Chapitres 86-87-89] - Laplace informe Yuuki et le reste des Clowns modérés de la mort de Clayman et que leur plan pour abattre Limule s'est soldé par un échec, auquel lui et Footman se sont presque battus. Voyant maintenant que ses plans de domination mondiale sont compromis, Yuuki envisage de planifier sa vengeance, mais décide également de faire profil bas pendant un moment car Limule est trop puissant pour qu'ils puissent se battre. Pendant ce temps, au Saint Empire de Ruberios, Hinata se souvient de son passé, y compris de sa confrontation avec Roy, son frère jumeau Louis et Luminus Valentin. Louis l'informe plus tard de la mort de Roy, de la renaissance de Veldra, de la défaite de Falmus et que Tempest est toujours intacte ; Hinata se rend compte que Limule est toujours en vie et l'a trompée pour qu'elle le laisse s'échapper, mais soupçonne qu'elle est manipulée en raison des informations qu'elle a reçues d'un marchand oriental. Ils annoncent plus tard la nouvelle à Luminus, qui, après avoir expliqué ce qui s'est passé au Walpurgis, les avertit de ne pas engager Veldra ou Limule, sachant à quel point ils sont puissants maintenant et qu'elle ne les a pas déclarés ennemis. En outre, elle révèle que bien que Limule ne soit techniquement pas méchant, il en veut probablement toujours à Hinata pour avoir tenté de le détruire, lui et sa nation. Pendant ce temps, à Falmus, le roi tient une réunion et, après avoir appris les événements survenus au Walpurgis, l'allégeance de Burmund à Tempest et ce que la Sainte Église de l'ouest envisage de faire ensuite, ils décident finalement de former une alliance avec Tempest. Le roi descend également de son trône et le transmet à son frère. |                                       |                      |                        |                       |
| 51 | Des jours paisibles                   | 平和な日々           | Heiwana hibi           | 19 avril 2024         |
| [Chapitre 89] |                                       |                      |                        |                       |
| 52 | Chacun son rôle                       | それぞれの役割       | Sorezore no yakuwari   | 26 avril 2024         |
| [Chapitres 89-90-91] |                                       |                      |                        |                       |
| 53 | Le conseil des deux factions          | 両翼会議             | Ryōyoku kaigi          | 3 mai 2024            |
| [Chapitres 89-90-91] |                                       |                      |                        |                       |
| 54 | Les assaillants en approche           | 迫り来る者達         | Semari kuru mono-tachi | 10 mai 2024           |
| [Chapitres 91-92] |                                       |                      |                        |                       |
| 55 | Le choc des saints et des monstres    | 聖魔激突             | Seima gekitotsu        | 17 mai 2024           |
| [Chapitres 91-92] |                                       |                      |                        |                       |
| 56 | Une succession de malentendus         | ボタンのかけ違い     | Botan no kake chigai   | 24 mai 2024           |
| [Chapitres 92-93-95-96] |                                       |                      |                        |                       |
| 57 | Le complot des Septenniens            | 七曜暗躍             | Shichiyō anyaku        | 31 mai 2024           |
| [Chapitres 94-95] |                                       |                      |                        |                       |
| 58 | La déesse et le roi-démon             | 神と魔王             | Kami to maō            | 7 juin 2024           |
| [Chapitres 96-97-98] |                                       |                      |                        |                       |
| 59 | Réconciliation et accord              | 和解と協定           | Wakai to kyōtei        | 14 juin 2024          |
| [Chapitres 98-99-100-101] |                                       |                      |                        |                       |
| 60 | Préparatifs festifs                   | 開催準備             | Kaisai junbi           | 21 juin 2024          |
| [Chapitres 102-103 & Bonus : Opération de débauchage de Kaoru Yoshida] |                                       |                      |                        |                       |
| 61 | Invitation aux différents pays        | 各国と招待状         | Kakkoku to shōtaijō    | 29 juin 2024          |
| [Chapitres 102-103] |                                       |                      |                        |                       |
| 62 | Le donjon et le dragon des ouragans   | 迷宮と暴風竜         | Meikyū to bōfū ryū     | 5 juillet 2024        |
| [Chapitres 103-104] |                                       |                      |                        |                       |
| 63 | Audience                              | 謁見式               | Ekkenshiki             | 19 juillet 2024       |
| [Chapitres 104-105-106] |                                       |                      |                        |                       |
| 64 | Les tribulations de Benimaru          | ベニマルの受難       | Benimaru no junan      | 26 juillet 2024       |
| [Chapitres 104-105-106] |                                       |                      |                        |                       |
| 65 | Le brave surnommé l'éclair            | 閃光の勇者           | Senkō no yūsha         | 2 août 2024           |
| [Chapitres 107-108] |                                       |                      |                        |                       |
| 65.5 | Digression : Les souvenirs de Luminus |                      |                        | 9 août 2024           |
| 66 | Foule de visiteurs                    | 千客万来             | Senkyaku banrai        | 16 août 2024          |
| [Chapitres 108-109] |                                       |                      |                        |                       |
| 67 | La veille du festival                 | 前夜祭               | Zen'yasai              | 23 août 2024          |
| [Chapitres 110-111] |                                       |                      |                        |                       |
| 68 | Le festival de la fondation           | 開国祭               | Kaikoku-sai            | 30 août 2024          |
| [Chapitres 111-112] |                                       |                      |                        |                       |
| 69 | Le tournoi d'arts martiaux            | 武闘大会             | Butō taikai            | 6 septembre 2024      |
| [Chapitres 111-112-113-114] |                                       |                      |                        |                       |
| 70 | Mise au point avec le brave           | 勇者との決着         | Yūsha to no ketchaku   | 13 septembre 2024     |
| [Chapitres 114-115] |                                       |                      |                        |                       |
| 71 | Inauguration du donjon                |                      |                        | 20 septembre 2024     |
| [Chapitres 116-117-118] |                                       |                      |                        |                       |
| 72 | Après le festival                     |                      |                        | 27 septembre 2024     |
| [Chapitre 118] |                                       |                      |                        |                       |

### OAV/OAD
| No | Titre français                                                      | Titre japonais                      | Titre japonais                                   | Date de 1re diffusion |
| No | Titre français                                                      | Kanji                               | Rōmaji                                           | Date de 1re diffusion |
| --- | ------------------------------------------------------------------- | ----------------------------------- | ------------------------------------------------ | --------------------- |
| OAD 1 | Petite histoire – Olé, les popotins !                               | 外伝：HEY！尻！                     | Gaiden: HEY! Shiri!                              | 4 décembre 2019       |
| Note : Épisode original publié avec le 13e volume du manga. Se déroule durant l'arc de l'Attaque des rois-démons. Après avoir consommé des somnifères développés par Vester, Limule s'endort et fait un rêve où il cherche à introduire un nouveau divertissement dans Tempest. Il décide alors d'enseigner le sumo à ses citoyens. Le tournoi de sumo dérive rapidement sur un combat de fessier. |                                                                     |                                     |                                                  |                       |
| OAD 2 | Petite histoire – Le Drame de M                                     | 外伝：Ｍの悲劇？                    | Gaiden: Emu no higeki?                           | 9 juillet 2019        |
| Note : Épisode original publié avec le 12e volume du manga. Se déroule vers la fin de l'arc de l'Attaque des rois-démons. En ayant marre de la lutte acharnée entre Shion et Shuna pour son attention, Limule décide de faire un coussin à son image. En obtenant de l'élasthanne pour l'extérieur, Limule est perplexe sur un substitut des pastilles de polystyrène. En apprenant qu'il existe un sable spécial similaire, Limule emmène un groupe dans un lac pour en récupérer. Après avoir évité la cuisine de Shion, Limule guide tout le monde dans une baignade pour ramasser le sable. Ils sont attaqués par un monstre rendu fou par une boule de riz faite par Shion ; sa boue dissout les maillots de bain de tout le monde mais Limule règle le problème. Malgré le succès des coussins Limule, Shion et Shuna poursuivent leur lutte acharnée tortueuse pour Limule ; Benimaru et Sōei ne peuvent qu'avoir pitié de leur maître. |                                                                     |                                     |                                                  |                       |
| OAD 3 | Petite histoire – La Fabuleuse Vie d'enseignant de Limule, partie 1 | 外伝：リムルの華麗な教師生活 その１ | Gaiden: Rimuru no kareina kyōshi seikatsu sono 1 | 27 mars 2020          |
| Note : Épisode original publié avec le 16e volume du manga. Se déroule vers la fin de l'arc de la Vie dans la capitale royale (épisode 23). Après que les enfants transfuges ont acquis leur esprit, ces derniers doivent participer à un exercice d'entraînement en extérieur de l'École de la Guilde indépendante dans lequel ils doivent escortés un enseignant d'une autre classe, servant d'évaluateur, jusqu'à Grator pour ensuite explorer une caverne aménagnée aux alentours de la ville afin d'y récupérer un objet. Juste avant le début de l'exercice, Limule remet des équipements à ses élèves de la classe S. Néanmoins, la caverne dans laquelle les enfants doivent se rendre a été investie par un groupe de bandits. |                                                                     |                                     |                                                  |                       |
| OAD 4 | Petite histoire – La Fabuleuse Vie d'enseignant de Limule, partie 2 | 外伝：リムルの華麗な教師生活 その２ | Gaiden: Rimuru no kareina kyōshi seikatsu sono 2 | 9 juillet 2020        |
| Note : Épisode original publié avec le 16e volume du manga. Se déroule vers la fin de l'arc de la Vie dans la capitale royale (épisode 23). La classe S est confiée à Tiss tandis que Limule prend en charge celle du professeur Jeff, la classe A ; Jeff raconte à Limule qu'Ulamus, l'épouse du comte de Grator, est gravement malade et craint que la classe S aille la déranger. Toutefois, la classe S arrive en quatre jours, et n'ayant pas prévu que des élèves arriveraient aussi rapidement, le comte de Grator les envoie chercher son majordome Gesdar dans la caverne. Ils tombent nez à nez contre les bandits et parviennent à les maitriser, jusqu'au moment où Gesdar entre en scène, qui se révèle être un spectre ayant pris son apparence. |                                                                     |                                     |                                                  |                       |
| OAD 5 | Petite histoire – La Fabuleuse Vie d'enseignant de Limule, partie 3 | 外伝：リムルの華麗な教師生活 その３ | Gaiden: Rimuru no kareina kyōshi seikatsu sono 3 | 26 novembre 2020      |
| Note : Épisode original publié avec le 16e volume du manga. Se déroule vers la fin de l'arc de la Vie dans la capitale royale (épisode 23). Un rude combat a lieu entre le spectre et les enfants; mais ces derniers sont rapidement battus. Le spectre tente de soumettre Tiss mais cette dernière réfute catégoriquement en se remémorant de son admiration pour Shizue. À ce moment-là, le démon « Le Noir » intervient et supprime le spectre, exigeant seulement de garder son existence secrète. De retour au manoir du comte, Ulamus se révèle être la sœur de Jeff; mais la potion complète, qui était dans la caverne et devait la soigner, a été utilisée par l'un des bandits. Limule la soigne par la suite, et obtient les remerciements de Jeff. |                                                                     |                                     |                                                  |                       |

#### Le Rêve de Coléus
| No | Titre français         | Titre japonais | Titre japonais   | Date de 1re diffusion |
| No | Titre français         | Kanji          | Rōmaji           | Date de 1re diffusion |
| --- | ---------------------- | -------------- | ---------------- | --------------------- |
| 1 | En route pour Coléus   | コリウス国へ   | koleus-koku e    | 31 octobre 2023       |
| Note : Épisode original publié pour les 10 ans du light novel. L'histoire se déroule entre les 2 premières saisons de l'animé. Alors que le séjour de Limule à l’école de la guilde indépendante touche à sa fin, Yûki fait appel à son aide. En effet, une guerre de succession s’apprête à éclater entre les deux princes du royaume de Coléus, et la guilde locale a pris parti pour l’un d’eux. Limule a pour mission de récolter des informations sur les deux camps. |                        |                |                  |                       |
| 2 | Satoru le grand voleur | 大怪盗サトル   | dai kaitō Satoru | 31 octobre 2023       |
| Le prince Aslan dévoile ses soupçons à Limule. Il est persuadé que son frère aîné est impliqué dans un complot et qu’il est à l’origine de la maladie de leur sœur, Zenobia. Cependant, Limule découvre bien vite que la situation ne correspond pas tout à fait à ses dires. |                        |                |                  |                       |
| 3 | Violet et roses        | 紫と薔薇       | murasaki to bara | 31 octobre 2023       |
| Grâce aux machinations de Limule, les princes se parlent enfin de vive voix et comprennent qu’ils ont tous deux été dupés. C’est alors que les traîtres se manifestent, fermement résolus à effacer toute preuve de leurs méfaits et à accomplir leur objectif. |                        |                |                  |                       |

### The Slime Diaries
| No | Titre français                         | Titre japonais             | Titre japonais                 | Date de 1re diffusion |
| No | Titre français                         | Kanji                      | Rōmaji                         | Date de 1re diffusion |
| --- | -------------------------------------- | -------------------------- | ------------------------------ | --------------------- |
| 1 | Les habitants de la ville des monstres | 魔物の町の住人たち         | Mamono no machi no jūnin-tachi | 6 avril 2021          |
| Limule décide de tenir un journal des aventures vécues dans ce nouveau monde, se souvenant des épreuves et des amitiés nouées en cours de route. Alors que la ville des monstres s'agrandit, Limule et le conseil tiennent une réunion pour aider à remonter le moral de chacun. Les Kijins, les Orcs et les dragonautes profitent de leur nouvelle vie sous la direction de Limule. |                                        |                            |                                |                       |
| 2 | Avec l'air printanier                  | 春の空気と                 | Haru no kūki to                | 13 avril 2021         |
| Limule profite d'une rare pause dans son travail dans la ville de Limule, mais retourne rapidement à ses anciennes tâches alors que l'ennui s'installe. Les habitants labourent les champs et plantent des cultures, y compris du riz, pour améliorer la variété et la production alimentaire de la ville. Gerudo apprend à apprécier la valeur des travaux de jardinage les moins exigeants physiquement, tandis que la dryade Triney est contrariée de n'avoir pas été invitée à participer aux semis.                                                      |                                        |                            |                                |                       |
| 3 | L'été à Jura                           | ジュラの夏                 | Jura no natsu                  | 20 avril 2021         |
| À l'arrivée de l'été, la chaleur provoque l'épuisement de la population active de la ville. Pour se rafraîchir, Limule profite de quelques activités dans la forêt avec un groupe de hobgobelins, notamment la capture d'insectes et une bataille d'eau. De retour en ville, Benimaru participe à un concours d'endurance pour voir qui peut le mieux supporter la chaleur, mais est éliminé par la cuisine de Shion. Plus tard dans la soirée, Limule savoure une boisson fraîche au bar de Triney avant de se diriger vers un lac éclairé par des lucioles. |                                        |                            |                                |                       |
| 4 | Une journée en maillot de bain         | 水着で一日                 | Mizugi de ichinichi            | 27 avril 2021         |
| Accompagné de Hakuro, Shuna, Shion, Gobuta, Ranga et Soka, Limule prend un peu de temps à la plage. Shion et Shuna profitent des jeux sur la plage avec Limule et Gobuta, tandis qu'Hakuro passe son temps à pêcher. Triney et Gabiru sont déçus de ne pas avoir été invités, mais Triney rejoint quand même le groupe sous prétexte d'une inspection. Soka et Soei se confient à leurs amis sur leur relation. |                                        |                            |                                |                       |
| 5 | Reproduction d'un festival             | 再現ナツマツリ             | Saigen natsu matsuri           | 4 mai 2021            |
| 6 | Changement                             | うつろいかわる             | Utsuroikawaru                  | 11 mai 2021           |
| 7 | Arrivée du roi-démon                   | 魔王が来た！               | Maō ga kita!                   | 18 mai 2021           |
| 8 | Récolte automnale                      | みのりの秋                 | Minori no aki                  | 25 mai 2021           |
| 9 | Venue de l’hiver                       | 冬のおとずれ               | Fuyu no otozure                | 1er juin 2021         |
| 10 | La ville des monstres sous la neige    | 魔物の町の雪化粧           | Mamono no machi no yukigeshō   | 8 juin 2021           |
| 11 | Où est le père Noël ?                  | サンタクロースはどこにいる | Santa Kurōsu wa doko ni iru    | 15 juin 2021          |
| 12 | Jouir pleinement du Nouvel An          | 正月を満喫                 | Shōgatsu o mankitsu            | 22 juin 2021          |